# Anthony Cronin
Anthony Cronin (23. Dezember 1928 in Enniscorthy im County Wexford – 27. Dezember 2016 in Dublin) war ein irischer Schriftsteller, der hauptsächlich als Lyriker bekannt wurde und eine wesentliche Rolle bei der Gründung der Künstlervereinigung Aosdána spielte.

## Leben
Cronin wurde 1928 in Enniscorthy im Südosten der Republik Irland als Sohn eines Reporters geboren. Seine Ausbildung erhielt er am Blackrock College, einer katholischen Jungenschule im County Dublin, wo er seine ersten Gedichte schrieb, und am University College Dublin in Dublin. Am King’s Inns erwarb er anschließend einen BL.
Cronins erste Veröffentlichungen waren Gedichte und datieren aus den späten 1950er-Jahren. Neben mehreren weiteren Gedichtsammlungen hat er danach auch zwei Romane, ein Drama, Biografien und Essays vorgelegt und mehrfach als Herausgeber gewirkt, unter anderem von 1956 bis 1958 bei dem britischen literarischen Wochenmagazin Time and Tide; in dieser Zeit lebte er in London. In den 1950er-Jahren war er aktives Mitglied der Labour Party. Außerdem war er später Regierungsberater, Kolumnist und Hochschullehrer in den USA.
Eine besondere Bedeutung hatte Cronin als Mentor des jungen Dermot Bolger Ende der 1970er-Jahre und als einer der Initiatoren bei der Gründung von Aosdána 1981, in einer Zeit, in der er auch als kultureller und künstlerischer Berater des damaligen Taoiseachs Charles J. Haughey fungierte.
Cronin hat an der Drake University in Des Moines, Iowa, sowie an der University of Montana gelehrt und war von 1974 bis 1987 Kolumnist für die Irish Times. 1983 erhielt er für seinen Beitrag zur irischen Literatur den Marten Toonder Award und 2003 wurde er von den Aosdána-Mitgliedern mit dem Titel Saoi geehrt, der nur an sieben lebende irische Künstler vergeben wird. Cronin publizierte seine Lyrik ab 1980 hauptsächlich in Dublin bei Bolgers Raven Arts Press und danach bei New Island Books. Er lebte mit der Schriftstellerin Anne Haverty (* 1959) in Ranelagh, Dublin.

## Werke

### Romane
- The Life of Riley (1964)
- Identity Papers (1979)

### Lyrik
- Poems (London 1958)
- Collected Poems 1950–1973 (1973)
- Reductionist Poem (1980)
- RMS Titanic (1981)
- 41 Sonnet Poems (1982)
- New and Selected Poems (1982)
- The End of the Modern World (1989)
- Relationships (1992)
- Minotaur (1999)
- Collected Poems (2004)

### Drama
- The Shame of It (Peacock Theatre, 1974)

### Essays und Biografien
- Dead as Doornails (1976; “a memoir of literary Dublin and London”)
- Heritage Now, Irish Literature in the English Language (1981)
- A Question of Modernity (1966)
- An Irish Eye (1985)
- Art for the People? (1988)
- No Laughing Matter: The Life and Times of Flann O’Brien (1989)
  - dt.: Flann O’Brien. Eine Biographie, aus dem Engl. von Matthias Fienbork. Frankfurter Verl.-Anst., Frankfurt am Main 1991, ISBN 3-627-10230-4.
- Samuel Beckett, The Last Modernist (1996)

### Herausgeber
- New Poems (1960, mit Jon Silkin)
- The Courtship of Phelim O’Toole, Stories by William Carleton (1962)